# بياكوغان

عين البياكوجان

بياكوغان (باليابانية: 白眼) تعني حرفيا «العين البيضاء» هي أحد التقنيات في مسلسل ناروتو وهي عين تعتمد على رؤية خط التشاكرا وتدميره وهي أقوى من عين شارينقان في الدقة ومدی الرٶية في المسافات لكن ليست اخطر منها.
أمهر مستخدم لها نيجي هيوجا وبعض المهارة اكتسبها لأن بعض المهارة للأسرة الأصل وهو من أسرة الفرع اكتسب المهارة من مراقبته لتدريب الأسرة الأصل.
و يستطيع افراد هذه الاسرة ان يتحكموا بمهارات كثيرة منها: الضربات 64 ومهارة الحماية...الخ.
و للبياكوغان تطور اخر يسمى«تسنغان»